# アヴァール人 (カフカース)

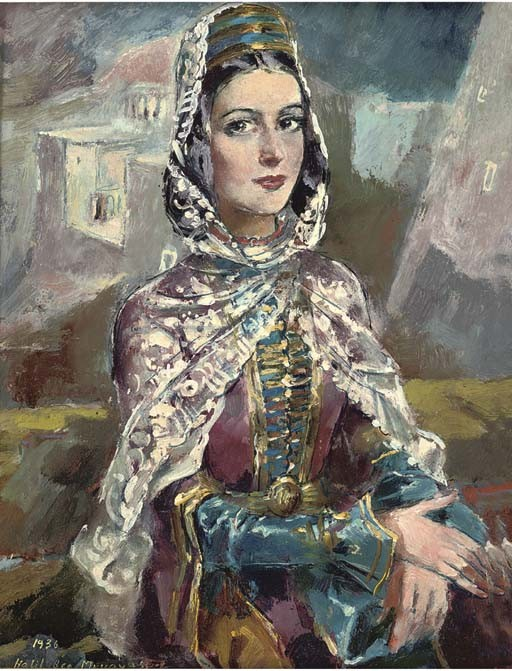
お祝い用の服を着たダゲスタンの女性（1939年の絵画）

アヴァール・ハン国の国旗

アヴァール人（Avars）はカフカース山脈に住む民族である。北東カフカス語族の言語アヴァール語を話す。宗教はスンニ派イスラム教。大部分はロシア連邦ダゲスタン共和国の山間部に、一部は平野部に住んでいる。またチェチェン共和国、カルムィク共和国などロシア連邦内のほか、アゼルバイジャン、グルジア、トルコにも住む。人口（2002年）は約104万人、うちロシア連邦に81万5千人、ダゲスタンに75万人以上が住んでいる。

## 名称
「アヴァール人」（Avars）は、6世紀に中央アジアから東ヨーロッパに侵入した遊牧民族のアヴァール人と同じ名前であるが、これら二つの民族の関係はわかっていない。「アヴァール人」についての最初の記録は、東ローマ帝国のプリスクスが463年に書いたもので、東方の民族がアヴァール人の侵入を訴えたというものであるが、これもカフカースの民族かどうかわからない。東ヨーロッパに来たアヴァール人はテュルク系またはモンゴル系といわれるので、現代カフカースのアヴァール人とは民族系統が異なる。
なおアヴァール人が中央アジアから東ヨーロッパに入った頃、突厥が東ヨーロッパのそれを「偽アヴァール」、中央アジアに残ったそれを「真アヴァール」と呼んで区別しているが、これと関係あるかもしれない。

## 歴史
5世紀カフカースに建国されたキリスト教の国サリル（5世紀-12世紀）が現代アヴァール人の先祖によるものと伝えられる（サーサーン朝ペルシアにより創設されたともいう）。7世紀のハザールとイスラム帝国との戦いではハザール側についたが、9世紀にはグルジアなど近隣のキリスト教国と結びハザールと争った。現在でも10世紀の教会遺跡が残っている。
12世紀初頭にサリルは滅び、13世紀にはイスラームを奉ずるアヴァール・ハン国が成立し、北に成立したジョチ・ウルスと同盟して栄えた。
19世紀までアヴァール・ハン国は続いたが、ロシア帝国の南下政策に基づくコーカサス戦争では、反発したアヴァール人や北カフカースの人々はロシアに対して抵抗を開始した。イスラム神秘主義のナクシュバンディー教団は、イマーム国を組織し、シャミールらを中心としてダゲスタン・チェチェンを占領したが、1859年にはロシア帝国に投降した。アヴァール人の一部はトルコへ逃れ、人口は減ったが、その後もダゲスタンの主要民族であり続けた。第二次大戦後は山間部からカスピ海沿岸に移住する人が多くなった。

## アヴァール人のサブグループ
以下の民族はアヴァール人の一派とされることがある。
- アンディ諸民族
  - アンディ人
  - アフバフ人
  - バグバリ人
  - ボトリフ人
  - チャマラル人
  - ゴドベリ人
  - カラタ人
  - ティンディ人
- ツェズ諸民族
  - ツェズ人（ディドイ人）
  - ヒヌフ人
  - フワルシ人
  - フンジブ人
  - ベジュタ人
- アルチ人

## 著名なアヴァール人
- スルタン・イブラギモフ - プロボクサー
- マンスール・イサエフ - 柔道家
- タギル・ハイブラエフ - 柔道家
- ハビブ・ヌルマゴメドフ - 格闘家
- ヴォルク・ハン - 格闘家
- ザビット・マゴメドシャリポフ - 格闘家
- ラスール・ミルザエフ - 格闘家
- アブドゥルラシド・サドゥラエフ - レスリング選手
- マブレット・バチロフ - レスリング選手
- ハジムラド・マゴメドフ - レスリング選手
- サギド・ムルタザリエフ - レスリング選手
- マハチ・ムルタザリエフ - レスリング選手